# Breda Ba.44
Бреда Ба.44 (итал. Breda Ba.44) — итальянский транспортно-связной самолёт 1930-х годов, использовался гражданским авиаперевозчиком Итальянского Королевства Ala Littoria и Regia Aeronautica (ВВС Италии).

## История
Изучая новейшие образцы зарубежных самолётов итальянские авиастроители заинтересовались британским транспортно-пассажирским самолётом de Havilland D.H.89 Dragon Rapide представленным в 1934 году. Он являлся дальнейшим развитием прежней модели D.H. 84.
Самолёт имел дерево-металлический фюзеляж с полотняной обшивкой, компоновку биплана и неубираемое шасси с обтекателями. В том же 1934 году Италия купила лицензию на производство этого самолёта у себя под брендом Breda. Первый полёт опытного образца Breda Ba.44 состоялся в июне 1934 года. Предполагалось оснащать самолёты итальянскими двигателями, однако, в ходе первых полётов, было принято решение оснащать Ba.44 британскими двигателями de Havilland «Gipsy Six» мощность 185 л. с., которые в 1936-37 годах заменили на чехословацкие моторы Walter «Major Six» . Всего было построено шесть самолётов. Первоначально четыре самолёта были переданы итальянской гражданской авиакомпании Ala Littoria и выполняли рейсы из Италии в Албанию. В 1939 году после оккупации Албании самолёты были привлечены для снабжения армии и курьерских целей. Ещё два самолёта были проданы в Парагвай.
В самой Италии во время Второй мировой войны Ba.44 применялись в качестве транспортных и связных на фронтах Греции и Югославии. Известно, что последние самолёты этого типа использовались до сентября 1943 года.

## Эксплуатанты
- Италия
- Парагвай

Источник данных: Aviarmor: авиация, бронетехника и боевые машины

Технические характеристики
- Экипаж: 2 пилота
- Пассажировместимость: 9 или 4 раненных на носилках и 2 пассажира
- Длина: 10,5 м
- Высота: 3,2 м
- Площадь крыла: 31,2 м²
- Масса пустого: 1520 кг
- Нормальная взлётная масса: 2820 кг
- Объём топливных баков:
- Силовая установка: 2 × рядные de Havilland “Gipsy Six”
- Мощность двигателей: 2 × 185 л.с. (каждый)
- Воздушный винт: двухлопастной

Лётные характеристики
- Максимальная скорость: 248 км/ч
- Крейсерская скорость: 196 км/ч
- Практическая дальность: 860 км
- Продолжительность полёта:
- Практический потолок: 5800 м